# Дуранта
Дура́нта (лат. Duranta) — род двудольных цветковых растений, включённый в трибу Duranteae семейства Вербеновые (Verbenaceae). Типовой род трибы.

## Название
Научное название рода, Duranta, было впервые употреблено Карлом Линнеем в 1737 году в книге Genera Plantarum. Линней назвал это растение именем итальянского врача, ботаника и поэта Касторе Дуранте (1529—1590). В 1753 году Линней вновь использовал это название в Species Plantarum, исходном пункте современной номенклатуры растений.

## Ботаническое описание
Представители рода — кустарники, часто с покрытыми шипами ветками.
Листья расположенные супротивно или спиралевидно, с цельным или в различной степени зазубренным краем, гладкие или шершавые.
Цветки собраны в соцветия-кисти на концах веток, реже в пазухах листьев. Прицветники мелкие. Чашечка разделённая на 5 чашелистиков, не опадающая. Венчик неясно двугубый, верхняя губа разделена на две доли, нижняя — более крупная, трёхдольчатая. Окраска венчика сиреневая или белая. Тычинки в количестве 4, короткие. Пестик булавовидный. Завязь нижняя, четырёхгнёздная.
Плод ягодовидный, окружённый чашечкой, с восемью семенами.

## Ареал
Виды рода Дуранта распространены в тропических регионах Южной Америки. Типовой вид, дуранта прямостоячая, завезён во множество регионов мира, где натурализовался.

## Таксономия
|  |                        |  |                                      |                                      |                 |  | ещё 7 триб, в том числе Verbeneae |             |             |                |
|  |                        |  |                                      |                                      |                 |  |                                   |             |             | около 20 видов |
|  |                        |  |                                      | семейство Вербеновые                 |                 |  |                                   |             | род Дуранта |                |
|  |                        |  |                                      | семейство Вербеновые                 |                 |  |                                   |             | род Дуранта |                |
|  | порядок Ясноткоцветные |  |                                      |                                      | триба Duranteae |  |                                   |             |             |                |
|  | порядок Ясноткоцветные |  |                                      |                                      |                 |  |                                   |             |             |                |
|  |                        |  | ещё 20 семейств (по Системе APG III) | ещё 20 семейств (по Системе APG III) |                 |  |                                   | ещё 8 родов | ещё 8 родов |                |
|  |                        |  |                                      | ещё 20 семейств (по Системе APG III) |                 |  |                                   |             | ещё 8 родов |                |

### Использование
Дуранта Плюмье (Duranta plumieri) выращивается как комнатное растение, народное название "голубиная ягода" или "березка".

### Синонимы
- Castorea Plum. ex Mill., 1754
- Ellisia P.Browne, 1756, nom. rej.
- Hoffmannia Loefl., 1758, nom. inval.

### Виды
- Duranta arida Britton & P.Wilson, 1920
- Duranta armata Moldenke, 1941
- Duranta cajamarcensis Moldenke, 1968
- Duranta costaricensis (Donn.Sm.) Standl., 1938
- Duranta dombeyana Moldenke, 1941
- Duranta erecta L., 1753 — Дуранта прямостоячая, или дуранта Плюмье
- Duranta guatemalensis Moldenke, 1941
- Duranta mandonii Moldenke, 1940
- Duranta mutisii L.f., 1782
- Duranta obtusifolia Kunth, 1818
- Duranta parviflora Turcz., 1863
- Duranta parvifolia Moldenke, 1948
- Duranta peruviana Moldenke, 1941
- Duranta recurvistachys Rusby, 1934
- Duranta serratifolia (Griseb.) Kuntze, 1898
- Duranta skottsbergii Moldenke, 1941
- Duranta sprucei Briq., 1896
- Duranta steyermarkii Moldenke, 1953
- Duranta triacantha Juss., 1806
- Duranta vestita Cham., 1832
- Duranta woronowii Moldenke, 1941
- Duranta wrightii Moldenke, 1949